# Nazionale maschile di football americano della Polonia
La nazionale di football americano della Polonia (Reprezentacja Polski w futbolu amerykańskim mężczyzn) è la selezione maggiore maschile di football americano della PZFA, che rappresenta la Polonia nelle varie competizioni ufficiali o amichevoli riservate a squadre nazionali.

## Risultati
Legenda: Grassetto: Risultato migliore, Corsivo: Mancate partecipazioni

## Dettaglio stagioni

### Amichevoli
| Stagione | Vin | Par | Per | Tot | PF  | PS  | avversaria                               |
| -------- | --- | --- | --- | --- | --- | --- | ---------------------------------------- |
| 2013     | 0   | 0   | 2   | 2   | 28  | 64  | Svezia, Paesi Bassi                      |
| 2015     | 2   | 0   | 0   | 2   | 41  | 13  | Belgio, Russia                           |
| 2016     | 1   | 0   | 3   | 4   | 119 | 102 | Danimarca, Svezia, Ungheria, Paesi Bassi |
| 2017     | 1   | 0   | 0   | 1   | 13  | 6   | Svizzera                                 |
| Totale   | 4   | 0   | 5   | 9   | 201 | 185 |                                          |

Fonte: http://polska.plfa.pl/historia/

### Tornei

#### Giochi mondiali
| Stagione | regular season | regular season | regular season | regular season | regular season | regular season | playoff | playoff | playoff | playoff | playoff | playoff      | playoff           |
|          | Vin            | Par            | Per            | Tot            | PF             | PS             | Vin     | Per     | Tot     | PF      | PS      | risultato    | avversaria        |
| -------- | -------------- | -------------- | -------------- | -------------- | -------------- | -------------- | ------- | ------- | ------- | ------- | ------- | ------------ | ----------------- |
| 2017     | -              | -              | -              | -              | -              | -              | 0       | 2       | 2       | 9       | 42      | Quarto posto | Stati Uniti USFAF |
| Totale   | -              | -              | -              | -              | -              | -              | 0       | 2       | 2       | 9       | 42      |              |                   |

Fonte: americanfootballitalia.com

#### Europei

##### Europeo dal 2018

###### Qualificazioni
| Stagione | regular season | regular season | regular season | regular season | regular season | regular season | playoff | playoff | playoff | playoff | playoff | playoff         | playoff    |
|          | Vin            | Par            | Per            | Tot            | PF             | PS             | Vin     | Per     | Tot     | PF      | PS      | risultato       | avversaria |
| -------- | -------------- | -------------- | -------------- | -------------- | -------------- | -------------- | ------- | ------- | ------- | ------- | ------- | --------------- | ---------- |
| 2015     | 0              | 0              | 1              | 1              | 7              | 14             | -       | -       | -       | -       | -       | Non qualificata | Rep. Ceca  |
| Totale   | 0              | 0              | 1              | 1              | 7              | 14             | -       | -       | -       | -       | -       |                 |            |

Fonte: http://polska.plfa.pl/historia/

### Riepilogo partite disputate
| Anno | Luogo          | Evento          | Fase del torneo      | Incontro                    | Risultato |
| 2013 | Łódź           | Amichevole      |                      | Polonia - Svezia            | 14 - 27   |
| 2013 | Varsavia       | Amichevole      |                      | Polonia - Paesi Bassi       | 14 - 37   |
| 2015 | Gdynia         | Amichevole      |                      | Polonia - Belgio            | 27 - 20   |
| 2015 | Lublino        | Amichevole      |                      | Polonia - Russia            | 7 - 0     |
| 2015 | Pardubice      | Europeo         | Qualificazioni       | Rep. Ceca - Polonia         | 14 - 7    |
| 2016 | Cetniewo       | Amichevole      |                      | Polonia - Danimarca         | 35 - 37   |
| 2016 | Ząbki          | Amichevole      |                      | Polonia - Svezia            | 21 - 28   |
| 2016 | Székesfehérvár | Amichevole      |                      | Ungheria - Polonia          | 23 - 22   |
| 2016 | Lublino        | Amichevole      |                      | Polonia - Paesi Bassi       | 41 - 14   |
| 2017 | Breslavia      | Giochi mondiali | Semifinale           | Polonia - Francia           | 2 - 28    |
| 2017 | Breslavia      | Giochi mondiali | Finale 3º - 4º posto | Polonia - Stati Uniti USFAF | 7 - 14    |
| 2017 | Lubin          | Amichevole      |                      | Polonia - Svizzera          | 13 - 6    |

## Confronti con le altre Nazionali
Questi sono i saldi della Polonia nei confronti delle Nazionali incontrate.

### Saldo positivo
| Nazionale | Giocate | Vinte | Pareggiate | Perse | PF | PS | Ultima vittoria | Ultimo pari | Ultima sconfitta |
| --------- | ------- | ----- | ---------- | ----- | -- | -- | --------------- | ----------- | ---------------- |
| Belgio    | 1       | 1     | 0          | 0     | 27 | 20 | 2015            | -           | -                |
| Svizzera  | 1       | 1     | 0          | 0     | 13 | 6  | 2017            | -           | -                |
| Russia    | 1       | 1     | 0          | 0     | 7  | 0  | 2015            | -           | -                |

### Saldo in pareggio
| Nazionale   | Giocate | Vinte | Pareggiate | Perse | PF | PS | Ultima vittoria | Ultimo pari | Ultima sconfitta |
| ----------- | ------- | ----- | ---------- | ----- | -- | -- | --------------- | ----------- | ---------------- |
| Paesi Bassi | 2       | 1     | 0          | 1     | 55 | 51 | 2016            | -           | 2013             |

### Saldo negativo
| Nazionale         | Giocate | Vinte | Pareggiate | Perse | PF | PS | Ultima vittoria | Ultimo pari | Ultima sconfitta |
| ----------------- | ------- | ----- | ---------- | ----- | -- | -- | --------------- | ----------- | ---------------- |
| Ungheria          | 1       | 0     | 0          | 1     | 22 | 23 | -               | -           | 2016             |
| Danimarca         | 1       | 0     | 0          | 1     | 35 | 37 | -               | -           | 2016             |
| Rep. Ceca         | 1       | 0     | 0          | 1     | 7  | 14 | -               | -           | 2015             |
| Stati Uniti USFAF | 1       | 0     | 0          | 1     | 7  | 14 | -               | -           | 2017             |
| Francia           | 1       | 0     | 0          | 1     | 2  | 28 | -               | -           | 2017             |
| Svezia            | 2       | 0     | 0          | 2     | 35 | 55 | -               | -           | 2016             |

## Head coach
- Maciej Cetnerowski (2012-2015)
- Bradley Arbon (2015–)